# Jixiang
Jixiang (吉祥镇,  Jíxiáng Zhèn) ist eine Großgemeinde im Südwesten der Volksrepublik China. Sie gehört zum Verwaltungsgebiet des Kreises Pengxi, der seinerseits der bezirksfreien Stadt Suining in der Provinz Sichuan unterstellt ist. Die Großgemeinde hat eine Fläche von 33,55 Quadratkilometer, zählt 19.100 Einwohner (2017) und liegt etwa 32 km vom Zentrum von Pengxi und 20 km von Suining entfernt.
Die Großgemeinde ist in 13 Verwaltungsdörfer und eine Einwohnergemeinschaft unterteilt.
Die landwirtschaftliche Nutzfläche von Jixiang beträgt 20,1 Quadratkilometer. Angebaut werden Wassermelonen, Walnüsse, Zitronen, sowie Schweine, Rinder und lokale Geflügelrassen. In der Großgemeinde gibt es drei kleinere Stauseen zur Wasserversorgung, 92 Teiche, mehr als 30 Hebestationen zur landwirtschaftlichen Bewässerung und über 25 km Bewässerungskanäle. Jixiang hat eine Schule, ein Krankenhaus und 13 Arzt-Stationen.